# Галицкий коммунист (журнал)
«Галицкий коммунист» (укр. Галицький Комуніст) — первый коммунистический журнал для западноукраинских трудящихся.
Издавался в Харькове (1920) и Киеве (1921). Сначала, как орган Галицкого организационного комитета Компартии (большевиков) Украины, с 1921 — Галицкого бюро при ЦК КП(б)У.
Вышло 4 номера (первый номер напечатан 20 июля 1920).
В «Галицком коммунисте» печатались документы Галицкого революционного комитета, Галицкого организационного комитета Компартии (большевиков) Украины, статьи М. Л. Барана, Ф. М. Конара, И. Ю. Кулика и других о положении трудящихся и революционном движении в Западной Украине.